# Lilium pyi
Lilium pyi là một loài thực vật có hoa trong họ Liliaceae. Loài này được H.Lév. miêu tả khoa học đầu tiên năm 1909.